# Señorío de Torón
El señorío de Torón fue uno de los feudos del reino de Jerusalén, creado en 1105 y era vasallo del principado de Galilea.

## Historia

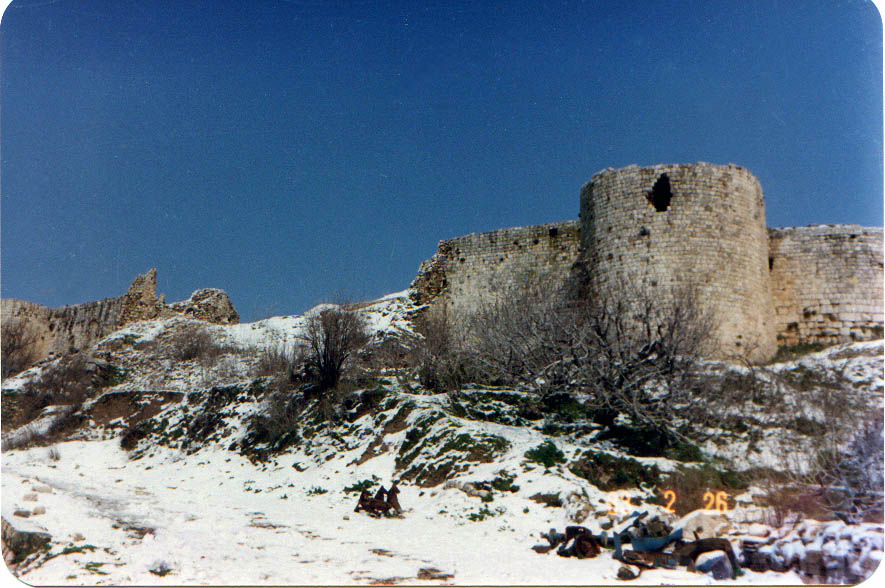
Castillo cruzado en el pueblo de Tebnine.

Torón (también llamado Tibnine) es un castillo construido en el principado de Galilea en 1105 por Hugo de Saint Omer, para apoyar la conquista de Tiro. Después de la muerte de Hugo fue ascendido a un señorío independiente, con Hunfredo I como su señor en 1107. Los señores de Torón fueron muy influyentes en el Reino de Jerusalén, Hunfredo II fue condestable de Jerusalén, Hunfredo IV se casó con Isabel, la hija de Amalarico I de Jerusalén (Torón estuvo durante su matrimonio bajo el dominio real). Torón fue uno de los pocos señoríos con estatus hereditario, por lo menos durante varias décadas. Los señores de Torón estuvieron asociados con los señores de Transjordania, ya que Hunfredo III se había casado con Estefanía de Milly, la heredera de Transjordania. Entre 1187-1229 y 1239-1240 Torón estuvo ocupada por los ayubíes. El señorío de Torón pasó por vía matrimonial a Felipe de Montfort. Posteriormente Torón se fusionó con el dominio real de Tiro. En 1266 fue finalmente conquistado por los mamelucos.

## Geografía
El señorío de Torón estaba localizado a 113 km de Beirut, situado detrás de Tiro y Acre, en la frontera con Jordania. 

## Vasallos
Torón tenía dos vasallos propios, el señorío de Chastel Neuf, que cayó ante Nur al-Din en 1167, y el señorío de Torón Ahmud, vendido a la Orden Teutónica en 1261.

## Señores de Torón
- 1105-1107: Hugo de Saint Omer
- 1109-1136: Hunfredo I de Torón
- 1137-1179: Hunfredo II de Torón, hijo del anterior;
- 1173-1173: Hunfredo III de Torón, muerto antes que su padre.
- 1179-1183: Hunfredo IV de Torón, nieto del anterior, hijo de Hunfredo III, señor de Transjordania, y de Estefanía de Milly;
- 1183-1187: dominio real
- 1190-1192: Hunfredo IV de Torón (restituido)
- 1192-1229: ocupación musulmana. El título no fue usado.
- 1229-1236: Alicia de Armenia, nieta de Hunfredo III de Torón
- 1236-1239: Maria de Antioquía-Armenia, hija de Alicia de Armenia y tataranieta de Isabel, hija de Hunfredo III.
- 1239-1241: ocupación musulmana. El título no fue usado.
- 1241-1257: Felipe de Montfort († 1270), se casó con la anterior; desde 1246 era también señor de Tiro;
- 1257-1266: Juan de Montfort, hijo de los anteriores, que recibió el señorío de Torón de manos de su padre que siguió siendo señor de Tiro;
- 1266: conquistado por los mamelucos.

### El señorío de Tiro asociado con Toron
El 22 de septiembre de 1268, Juan de Montfort se casó con Margarita de Lusignan (1244-1308),, hermana de Hugo III, rey de Chiprer  hija de Enrique de Antioquía e Isabel de Antioquía. En 1270, Juan sucedió a su padre cuando este fue asesinado por los hashshashin, y gobernó Tiro hasta su muerte en 1283.
- 1270-1283: Juan de Montfort,  señor de Tiro
- 1283-1284: Hunfredo de Montfort, señor de Beirut y de Tiro.
- 1284-1304: Amalarico de Montfort
- 1304-1313: Rubén de Montfort, señor de Beirut.
- 1313-1326: Hunfredo de Montfort, condestable de Chipre y señor honorífico de Beirut.
- 1326-1350: Eschiva de Montfort, esposa de Pedro I de Chipre.